# Triarylborane
| Triarylboran (Triphenylboran) |
| ----------------------------- |
| Triphenylboran                |

Triarylborane (BAr3) zählen in der Chemie zur Gruppe der bororganischen Verbindungen. Das wichtigste Triarylboran ist das Triphenylboran (BPh3).

## Herstellung
Triphenylboran kann durch Reaktion von Bortrifluoriddiethyletherat mit Phenylmagnesiumbromid gewonnen werden:
{\displaystyle {\ce {BF3*O(C2H5)2 + 3C6H5MgBr -> B(C6H5)3 + 3MgBrF + (C2H5)2O}}}

## Eigenschaften
Triarylborane sind oxidationsstabiler als Trialkylborane. Mit Natrium oder Kalium reagieren Triarylborane unter Bildung farbiger Radikalanionen.
Im Gegensatz zu Diboran (B2H6) liegen die Triarylborane in monomerer Form vor, weil eine Dimerisierung über Zweielektronen-Dreizentren-Bindungen aus sterischen Gründen verhindert wird.